# Mariusz Pawelec (piłkarz)
Mariusz Pawelec (ur. 14 kwietnia 1986 w Lublinie) – polski piłkarz grający na pozycji środkowego lub bocznego obrońcy, od 2008 do 2023 w Śląsku Wrocław, od 2021 w Śląsku II Wrocław. Reprezentant Polski w różnych kategoriach wiekowych.

## Kariera klubowa
Pawelec rozpoczynał karierę w Górniku Łęczna. Został dołączony do seniorskiego składu po historycznym awansie zespołu do Ekstraklasy w 2003 roku. W czterech pierwszych sezonach zagrał w 57 ligowych meczach. Po degradacji Górnika Łęczna (ukaranego za korupcję) do III ligi, Pawelec został wypożyczony na rok do Górnika Zabrze z opcją pierwokupu. Przed sezonem 2008/2009 podpisał czteroletni kontrakt ze Śląskiem Wrocław. W sezonie 2010/2011 wywalczył ze Śląskiem wicemistrzostwo Polski, a rok później został mistrzem kraju.
Sezony 2021/2022 i 2022/2023 spędził w drugoligowym Śląsku II Wrocław, by 4 maja 2023 (na ostatnie mecze sezonu 2022/2023) wrócić do kadry pierwszej drużyny, walczącej o utrzymanie w Ekstraklasie. 21 maja 2023 wystąpił po długiej przerwie od występów na szczeblu centralnym, w wygranym 4:2 meczu przeciwko Miedzi Legnica, po którym jego drużyna opuściła strefę spadkową, wyprzedzając Wisłę Płock. 4 sierpnia 2023 przedłużył o dwa lata kontrakt z wrocławianami.

### Statystyki klubowe
Aktualne na 18 maja 2019:
| Klub               | Sezon              | Liga               | Liga  | Liga   | Puchar kraju | Puchar kraju | Europa | Europa | Inne  | Inne   | Suma  | Suma   |
| Klub               | Sezon              | Liga               | Mecze | Bramki | Mecze        | Bramki       | Mecze  | Bramki | Mecze | Bramki | Mecze | Bramki |
| ------------------ | ------------------ | ------------------ | ----- | ------ | ------------ | ------------ | ------ | ------ | ----- | ------ | ----- | ------ |
| Górnik Łęczna      | 2003/2004          | Ekstraklasa        | 6     | 0      | 0            | 0            | –      | –      | –     | –      | 6     | 0      |
| Górnik Łęczna      | 2004/2005          | Ekstraklasa        | 12    | 0      | 2            | 0            | –      | –      | –     | –      | 14    | 0      |
| Górnik Łęczna      | 2005/2006          | Ekstraklasa        | 19    | 0      | 1            | 0            | –      | –      | –     | –      | 20    | 0      |
| Górnik Łęczna      | 2006/2007          | Ekstraklasa        | 20    | 0      | 1            | 0            | –      | –      | 4     | 0      | 25    | 0      |
| Górnik Łęczna      | Ogólnie            | Ogólnie            | 57    | 0      | 4            | 0            | 0      | 0      | 4     | 0      | 65    | 0      |
| Górnik Zabrze      | 2007/2008          | Ekstraklasa        | 15    | 0      | 0            | 0            | –      | –      | 5     | 0      | 20    | 0      |
| Górnik Zabrze      | Ogólnie            | Ogólnie            | 15    | 0      | 0            | 0            | 0      | 0      | 5     | 0      | 20    | 0      |
| Śląsk Wrocław      | 2008/2009          | Ekstraklasa        | 27    | 0      | 1            | 0            | –      | –      | 9     | 0      | 37    | 0      |
| Śląsk Wrocław      | 2009/2010          | Ekstraklasa        | 29    | 1      | 1            | 0            | –      | –      | –     | –      | 30    | 1      |
| Śląsk Wrocław      | 2010/2011          | Ekstraklasa        | 15    | 0      | 2            | 0            | –      | –      | –     | –      | 17    | 0      |
| Śląsk Wrocław      | 2011/2012          | Ekstraklasa        | 21    | 0      | 3            | 0            | 1      | 0      | –     | –      | 25    | 0      |
| Śląsk Wrocław      | 2012/2013          | Ekstraklasa        | 20    | 0      | 5            | 0            | 6      | 0      | 1     | 0      | 32    | 0      |
| Śląsk Wrocław      | 2013/2014          | Ekstraklasa        | 19    | 0      | 2            | 0            | 6      | 0      | –     | –      | 27    | 0      |
| Śląsk Wrocław      | 2014/2015          | Ekstraklasa        | 19    | 0      | 4            | 0            | –      | –      | –     | –      | 23    | 0      |
| Śląsk Wrocław      | 2015/2016          | Ekstraklasa        | 27    | 0      | 3            | 0            | 3      | 0      | –     | –      | 33    | 0      |
| Śląsk Wrocław      | 2016/2017          | Ekstraklasa        | 21    | 1      | 1            | 0            | –      | –      | –     | –      | 11    | 1      |
| Śląsk Wrocław      | 2017/2018          | Ekstraklasa        | 27    | 0      | 1            | 1            | –      | –      | –     | –      | 28    | 1      |
| Śląsk Wrocław      | 2018/2019          | Ekstraklasa        | 10    | 0      | 1            | 0            | –      | –      | –     | –      | 11    | 0      |
| Śląsk Wrocław      | Ogólnie            | Ogólnie            | 235   | 2      | 24           | 1            | 16     | 0      | 10    | 0      | 274   | 3      |
| Ogólnie w karierze | Ogólnie w karierze | Ogólnie w karierze | 307   | 2      | 28           | 1            | 16     | 0      | 19    | 0      | 359   | 3      |

## Kariera reprezentacyjna
15 grudnia 2007 zadebiutował w seniorskiej reprezentacji Polski podczas meczu z Bośnią i Hercegowiną (1:0) rozegranego w Kundu.
| Mecze i gole w reprezentacji | Mecze i gole w reprezentacji | Mecze i gole w reprezentacji | Mecze i gole w reprezentacji | Mecze i gole w reprezentacji | Mecze i gole w reprezentacji | Mecze i gole w reprezentacji         |
| #                            | Data                         | Miasto                       | Przeciwnik                   | Gol                          | Wynik                        | Rozgrywki                            |
| ---------------------------- | ---------------------------- | ---------------------------- | ---------------------------- | ---------------------------- | ---------------------------- | ------------------------------------ |
| 1.                           | 15.12.2007                   | Kundu                        | Bośnia i Hercegowina         |                              | 1:0                          | towarzyski, (nieuznawany przez FIFA) |
| 2.                           | 27.02.2008                   | Wronki                       | Estonia                      |                              | 2:0                          | towarzyski                           |

## Sukcesy
- Superpuchar Polski: 2012
- Mistrzostwo Polski: 2011/2012
- Wicemistrzostwo Polski: 2010/2011
- Puchar Ekstraklasy: 2008/2009